# Президентські вибори у США 1792
Президентські вибори в США 1792 року — другі президентські вибори США. У них брали участь всі 13 штатів, що заснували США, а також приєднані на той час до Сполучених Штатів Кентуккі та Вермонт. На виборах президентом США був переобраний Джордж Вашингтон, що отримав 100 % голосів. Так само як на виборах 1789 року Джордж Вашингтон обирався по загальній угоді без опонентів. Віцепрезидент Джон Адамс став другим, отримавши 77 голосів, і знову був переобраний віцепрезидентом.

## Вибори
До часу виборів виникло сильне протистояння між федералістами на чолі з міністром фінансів Олександром Гамільтоном, який виступав за сильний федеральний уряд і його вирішальну роль в економіці, і демократами-республіканцями на чолі з державним секретарем Томасом Джефферсоном, які боролися за права штатів проти економічної програми Гамільтона. Джеймс Медісон, що вийшов з федералістської партії після розбіжностей з Гамільтоном з приводу центрального банку, заснував 1792 року разом з анти-федералістом Джефферсоном Демократично-Республіканську партію США. Внаслідок цих суперечок обидві сторони переконали Джорджа Вашингтона, що розглядав питання про відхід, залишитися і балотуватися знову для того, щоб згладити міжфракційні тертя. Популярність Вашингтона, якого підтримували обидві сторони, значно зросла після прийняття Білля про права. Однак, демократи-республіканці боролися за пост віце-президента. Основні кандидати на пост віце-президента були федераліст Джон Адамс та демократ-республіканець Джордж Клінтон. Однак деякі виборники за демократів-республіканців голосували за Джефферсона або Аарона Бурра проти Клінтона, внаслідок чого Адамс набрав найбільше число голосів та знову став віцепрезидентом.

### Кандидати
- Джон Адамс — віцепрезидент США з Массачусетса
- Аарон Берр — сенатор з Нью-Йорка
- Джордж Клінтон — губернатор Нью-Йорка
- Томас Джефферсон — державний секретар з Вірджинії
- Джордж Вашингтон — президент США, з Вірджинії

### Результати
| Штат \ \ кандидат | Джордж Вашингтон | Джон Адамс | Джордж Клінтон | Томас Джефферсон | Аарон Берр | Кількість виборників |
| ----------------- | ---------------- | ---------- | -------------- | ---------------- | ---------- | -------------------- |
| Коннектикут       | 9                | 9          | -              | -                | -          | 9                    |
| Делавер           | 3                | 3          | -              | -                | -          | 3                    |
| Джорджія          | 4                | -          | 4              | -                | -          | 4                    |
| Південна Кароліна | 8                | 7          | -              | -                | 1          | 8                    |
| Північна Кароліна | 12               | -          | 12             | -                | -          | 12                   |
| Кентуккі          | 4                | -          | -              | 4                | -          | 4                    |
| Меріленд          | 8                | 8          | -              | -                | -          | 8                    |
| Массачусетс       | 16               | 16         | -              | -                | -          | 16                   |
| Нью-Гемпшир       | 6                | 6          | -              | -                | -          | 6                    |
| Нью-Джерсі        | 7                | 7          | -              | -                | -          | 7                    |
| Нью-Йорк          | 12               | -          | 12             | -                | -          | 12                   |
| Пенсільванія      | 15               | 14         | 1              | -                | -          | 15                   |
| Род-Айленд        | 4                | 4          | -              | -                | -          | 4                    |
| Вермонт           | 3                | 3          | -              | -                | -          | 3                    |
| Вірджинія         | 21               | -          | 21             | -                | -          | 21                   |
| Всього            | 132              | 77         | 50             | 4                | 1          | 132                  |